# Большетарханский район
Большетарха́нский райо́н (тат. Олы Тархан районы) — бывший административный район Татарской АССР с центром в селе Большие Тарханы, существовавший в 1938—1959 годах.

## История
Большетарханский район был образован 4 августа 1938 года из частей территории Тетюшского и Будённовского районов.
По данным на 1 января 1948 года в районе было 23 сельсовета: Бакрчинский, Бессоновский, Богдашкинский, Больше-Тарханский, Бурцевский, Верхне-Тарханский, Вожжинский, Иоковский, Кадышевский, Кильдюшевский, Киртелинский, Кошки-Ново-Тимбаевский, Красно-Тарханский, Нижне-Тарханский, Починок-Ново-Льяшевский, Пролей-Кашинский, Русско-Кищаковский, Сумароковский, Сюндюковский, Татарско-Беденьгинский, Урюмский, Чувашско-Черепановский и Чувашско-Чикилдымский.
8 мая 1952 года вошёл в состав Казанской области Татарской АССР. 30 апреля 1953 года в связи с ликвидацией областей был возвращён в прямое подчинение Татарской АССР.
12 октября 1959 года Большетарханский район был упразднён, а его территория передана в Тетюшский район.

## Население
По данным переписи 1939 года, в Большетарханском районе проживало 32 442 человека, в том числе татары — 34,1 %, мордва — 25,0 %, чуваши — 21,4 %, русские — 19,0 %.